# Lennart Ribbing (1676–1732)
Lennart Ribbing af Zernava, född 24 oktober 1676 i Julita församling, Södermanlands län, död 29 augusti 1732 i Stockholm, var en svensk militär.

## Biografi
Lennart Ribbing af Zernava född 1676 på Gimmersta herrgård i Julita socken. Han var son till Leonard Ribbing. Ribbing blev 13 januari 1685 student vid Uppsala universitet och blev 26 februari 1697 fördubblingsruttmästare vid östgöta kavalleriregemente. Han fick 4 maj 1701 avsked för sjuklighet och blev senare generaladjutant hos kung Stanislaus av Polen. Ribbing avled 1732 i Stockholm och begravdes i Banérska graven i Mörkö kyrka, bredvid sin fru.

### Egendom
Ribbing ägde Hörningsholms slott i Mörkö socken.

### Familj
Ribbing gifte sig 1 juli 1716 på Hörningsholms slott med friherrinnan Elsa Elisabet Banér (1692–1768), dotter till överstelöjtnanten, friherre Gustaf Carl Banér och grevinnan Ebba Charlotta Lewenhaupt. De fick tillsammans barnen generalmajoren Per Ribbing (1717–1802), kanslirådet Gustaf Ribbing (1719–1811), Catharina Charlotta Ribbing (1720–1787) som var gift med hovmarskalken friherre Charles De Geer af Leufsta, Ulrika Eleonora Ribbing (1723–1787) som var gift med landshövdingen friherre Carl Gustaf von Liewen och Ebba Margareta Ribbing (1726–1787) som var gift med sin kusin, ceremonimästaren, friherre Lennart Ribbing af Zernava.